# Kanton Matha
Kanton Matha (fr. Canton de Matha) je francouzský kanton v departementu Charente-Maritime v regionu Poitou-Charentes. Skládá se z 25 obcí.

## Obce kantonu
- Bagnizeau
- Ballans
- Bazauges
- Beauvais-sur-Matha
- Blanzac-lès-Matha
- Bresdon
- Brie-sous-Matha
- La Brousse
- Courcerac
- Cressé
- Gibourne
- Gourvillette
- Haimps
- Louzignac
- Macqueville
- Massac
- Matha
- Mons
- Neuvicq-le-Château
- Prignac
- Saint-Ouen
- Siecq
- Sonnac
- Thors
- Les Touches-de-Périgny